# Войнилович, Иосиф Николаевич
Ио́сиф Никола́евич Войнило́вич (бел. Восіп Мікалаевіч Вайніловіч; ок. 1860 — 24 мая 1890, Витебск, Российская империя) — революционер-народник, публицист, из дворян Могилёвской губернии. Происходил из древнего белорусского шляхетского рода Войниловичей.

## Биография
Родился около 1860 года в Витебске. Был участником Витебского революционного кружка когда учился в Витебской гимназии, которую окончил в 1882 году. Являлся одним из основателей Варшавского народовольческого кружка белорусских студентов во время учёбы в Варшавском университете на медицинском факультете (с 1882 года). В квартире Войниловича в Варшаве народовольцами были налажены конспиративные связи с польской партией «Пролетариат». В эту квартиру поступало типографское оборудование и почта.
В апреле 1883 года участвовал в выступлении варшавских студентов, за что был исключён из университета по приговору университетского суда (на три года без возможности поступить в другие учебные заведения на это время). Как лицо «вредного направления» («один из коноводов» студенческих беспорядков) был арестован 30 апреля 1883 года и привлечён к дознанию, на время производства которого отправлен в Дом предварительного заключения в Санкт-Петербурге. В июне 1883 года по указанию министра внутренних дел дознание прекращено с установлением негласного надзора.
Проживая в Витебске находился под надзором полиции. Был арестован в марте 1884 года, вследствие показаний М. Янчевского, и привлечён к дознанию; освобождён в декабре того же года. Подчинён гласному надзору полиции 17 июля 1885 года на три года вне местностей, которые были объявлены на положении усиленной охраны. С 14 августа 1888 года состоял под негласным надзором полиции. В это время был занят литературным творчеством, также давал частные уроки. Умер в Витебске в ночь на 24 мая 1890 года.